# Manfred Eigen
Manfred Eigen sinh ngày 9 tháng 5 năm 1927, là Hóa lý sinh người Đức đã được trao Giải Nobel Hóa học 1967 cho công trình đo lường các phản ứng hóa học nhanh.

## Sự nghiệp
Manfred Eigen đậu bằng tú tài ở Trường trung học Bochum (nay là Gymnase am Ostring) năm 1944, sau đó ông học vật lý và hóa học ở Đại học Göttingen và đậu bằng tiến sĩ, dưới sự hướng dẫn của Arnold Eucken. Năm 1957 ông làm giám đốc Viện Hóa lý sinh Max Planck (Institute for Biophysical Chemistry) tại Göttingen.
Tên của Eigen gắn liền với lý thuyết hypercycle hóa học, lý thuyết về mối liên hệ tuần hoàn của các chu kỳ phản ứng, như là một lời giải thích cho sự tự tổ chức của hệ thống tiền sinh, mà ông mô tả với Peter Schuster năm 1979.
Năm 1967, Eigen cùng với Ronald George Wreyford Norrish và George Porter, được trao Giải Nobel Hóa học cho công trình nghiên cứu của họ về các phản ứng hóa học cực nhanh được gây ra để đáp ứng với các xung năng lượng rất ngắn.

## Giải thưởng và Vinh dự
- Giải Nobel Hóa học (1967)
- Tiến sĩ danh dự của Đại học Công nghệ Braunschweig.
- Chủ tịch Studienstiftung des deutschen Volkes (Quỹ học bổng sinh viên Đức).(1982-1993)
- Thành viên của Ban bảo trợ Bulletin of the Atomic Scientists (Tập kỷ yếu các nhà khoa học nguyên tử)
- Viện sĩ Viện hàn lâm giáo hoàng về Khoa học
- Giải Paul Ehrlich và Ludwig Darmstaedter năm 1992

## Tác phẩm
- Eigen (1971) Selforganization of matter and the evolution of biological macromolecules Lưu trữ ngày 22 tháng 7 năm 2011 tại Wayback Machine. Naturwissenschaften, Vol. 58, Nr. 10, các trang 465–523.
- Eigen & Schuster (1977) The Hypercycle. A Principle of Natural Self-Organisation. Part A: Emergence of the Hypercycle Lưu trữ ngày 3 tháng 3 năm 2016 tại Wayback Machine. Naturwissenschaften Vol. 64, các trang 541–565.
- Eigen & Schuster (1978) The Hypercycle. A Principle of Natural Self-Organisation. Part B: The Abstract Hypercycle Lưu trữ ngày 3 tháng 3 năm 2016 tại Wayback Machine. Naturwissenschaften Vol. 65, các trang 7–41.
- Eigen & Schuster (1978) The Hypercycle. A Principle of Natural Self-Organisation. Part C: The Realistic Hypercycle Lưu trữ ngày 16 tháng 6 năm 2016 tại Wayback Machine. Naturwissenschaften Vol. 65, các trang 341–369.
- Manfred Eigen & Peter Schuster The Hypercycle: A principle of natural self-organization, 1979, Springer ISBN 0-387-09293-5
- Manfred Eigen, Ruthild Winkler: The Laws of the Game: How The Principles of Nature Govern Chance, 1983, Princeton University Press, ISBN 0-691-02566-5
- Manfred Eigen, "Molekulare Selbstorganisation und Evolution." (Self organization of matter and the evolution of biological macro molecules.) Naturwissenschaften 58 (10). 1971 các trang 465–523. In English. Influential theoretical paper on origin-of-life biochemistry.